# Plakaran (Arosbaya)
Plakaran is een bestuurslaag in het regentschap Bangkalan van de provincie Oost-Java, Indonesië. Plakaran telt 535 inwoners (volkstelling 2010).